# Hyophila afrophaea
Hyophila afrophaea là một loài Rêu trong họ Pottiaceae. Loài này được (Müll. Hal.) Warnst. mô tả khoa học đầu tiên năm 1916.